# منطقه کلیساهای چوبی اوکراین و لهستان
منطقه کلیساهای چوبی اوکراین و لهستان (انگلیسی: Wooden tserkvas of Carpathian region in Poland and Ukraine) ناحیه‌ای در خاک اوکراین و لهستان است که دارای مجموعه‌ای از کلیساهای کاتولیک شرقی می‌باشد. این منطقه توریستی جزء میراث جهانی یونسکو در اوکراین و لهستان می‌باشد.